# Дробот Сергій Анатолійович
Сергі́й Анато́лійович Дро́бот (нар. 9 травня 1977, м. Магнітогорськ, Челябінська область, Росія) — Генеральний директор державного концерну «Ядерне паливо».

## Освіта
Закінчив Київський інститут внутрішніх справ при Національній академії внутрішніх справ України за спеціальністю «Правознавство».

## Трудова діяльність
В період з 2002 по 2014 роки працював заступником генерального директора ДП «СхідГЗК».
16 квітня 2014 року призначений на посаду Генерального директора ДК «Ядерне паливо».